# عبد الهادي زين العابدين
السيّد/الشريف عبد الهادي بن أحمد بن رسلان زين العابدين (1888 - 1965) شاعر وخطاط سوري. ولد في حمص وتعلم فيها ونبغ منذ صغره بفن الخط العربي ثم درس على نفسه قواعد الكتابة باللغتين الإنكليزية والفرنسية. تلقى معارفه الأولى في مدينة حمص، ثم رحل إلى إسطنبول في 1939 وتلقى هناك علم الخط العربي، إضافة إلى بعض العلوم الطبيعية، ثم عاد إلى مسقط رأسه طبيبًا وخطاطًا وشاعرًا. له ديوان شعر، مخطوط.

## سيرته
ولد عبد الهادي بن أحمد بن رسلان زين العابدين سنة 1888م/1305 هـ أو يقال 1895م/ 1313 هـ في حمص بولاية سوريا العثمانية ونشأ بها في عائلة منحدرة من أصل هاشمي من زين العابدين علي بن الحسين بن علي بن أبي طالب، اشتهرت بـالأديب، وكان جده شاعراً وأديباً، إذا حضر مجلساً أنصت القوم لحديثه وأدبه، فسمي بـالأديب. تعلم في المدارس الأهلية ونبغ منذ صغره بفن الخط العربي فكان يعمل رفاقه في المدرسة قواعد الخط. .

اكتسب قواعد الخطوط العربية والكوفية والتركية والفارسية، ودرس على نفسه قواعد الكتابة باللغتين الفرنسية والإنكليزية، وأخرج لوحات خطية فنية. وفي سنة 1939 سافر إلى إسطنبول، ونزل في بيت عمه محمد سعيد زين العابدين، وأقام بضعة شهور تعرف خلالها على أشهر الخطاطين واكتسب منهم، وعاد إلى مسقط رأسه. .

زاول العمل الحر في مجال الخط العربي الذي برع فيه، وكان من أهم رواده في سوريا حتى وفاته، إضافة إلى عمله طبيبًا يقوم على علاج الناس بالأعشاب.

توفي عبد الهادي زين العابدين في حمص سنة 1965م/1385 هـ. .

## شعره
ذكره عبد العزيز البابطين في معجمه وقال عنه «يدور ما أتيح من شعره حول همومه الذاتية والوجدانية. يعاني تحرقًا واشتياقًا، ويعذبه النوى. ببعض شعره نزعة حسية تتجه إلى مخادعة رمزية بادية، وكتب في المناسبات الدينية كالمولد النبوي الشريف، كما كتب في الفخر القبلي الذي يذكرك بأجواء عمرو بن كلثوم في معلقته. مهتم بقضايا أمته التحررية ولا سيما فلسطين. داع إلى التوحّد في مواجهة الأعداء، كتب التخميس الشعري، إلى جانب شعر له في الوصف واستحضار الصورة. اتسمت لغته بالثراء والعمق ورحابة الخيال.»